# Agronome
L'agronome est une personne qui exerce une profession réglementée au Canada, en Inde, aux Philippines, aux États-Unis et dans l'Union européenne. Les autres noms utilisés pour désigner la profession comprennent gestionnaire agricole, planificateur agricole, chercheur agricole et décideur des politiques agricoles.

## Présentation

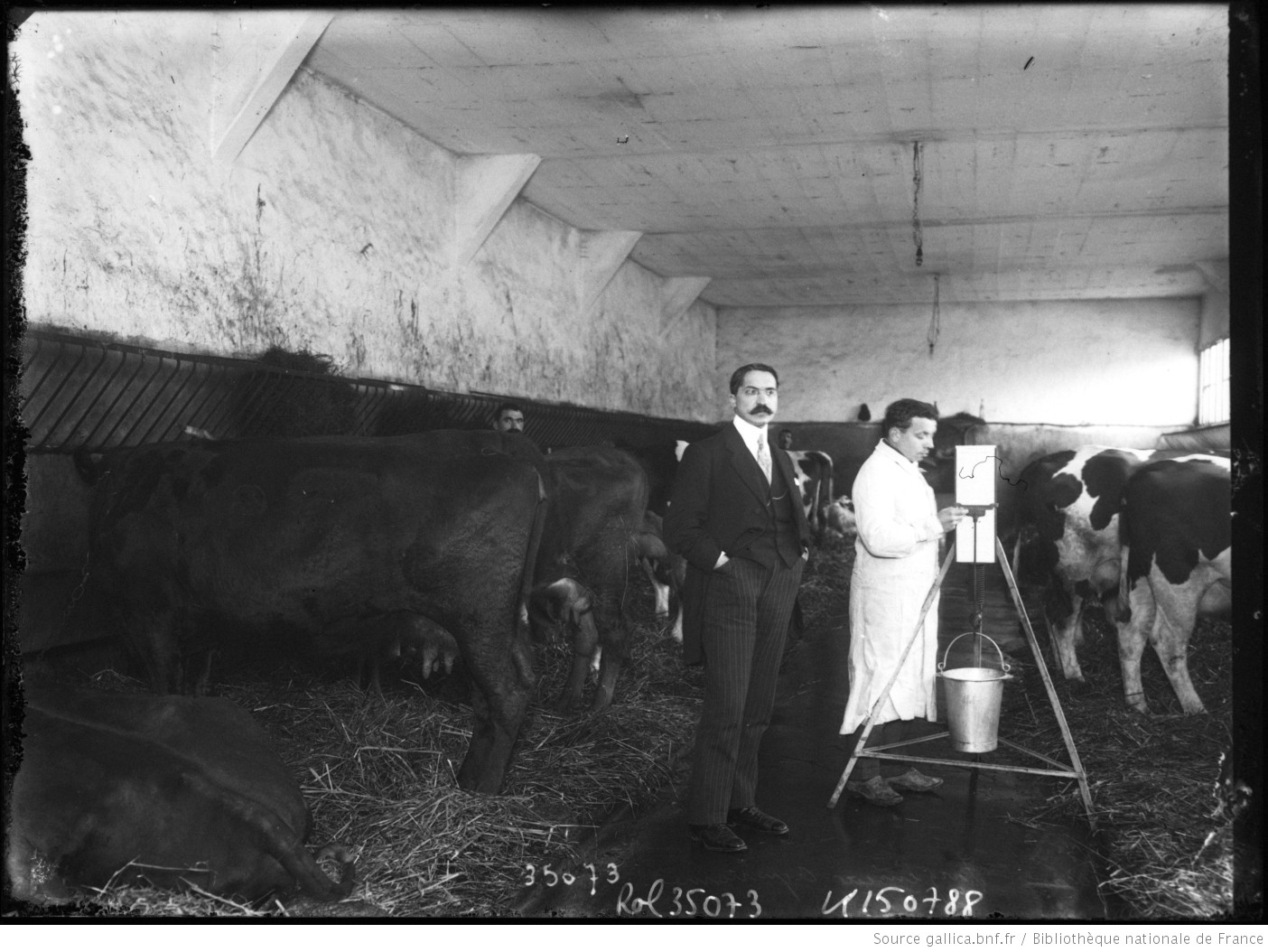
Un aspect des missions professionnelles de l'agronome : améliorer le travail des éleveurs.

L'agronomie est une science visant à comprendre les mécanismes en jeu en agriculture pour les améliorer. C'est pourquoi on parle parfois de sciences agronomiques. Jean Boulaine considère que l'agronomie apparaît en même temps que l'agriculture. Tandis que selon l'historien Gilles Denis, l'agronomie apparaît en Europe au XVIIIe siècle, avec la méthodologie scientifique qui pousse à comprendre et à maîtriser la nature.
Le rôle principal des agronomes est de diriger des projets et des programmes agricoles, généralement dans le domaine de l'agro-industrie ou de la recherche au profit des entreprises de production agricole, de l'alimentation. Les agronomes peuvent être désignés par le gouvernement, servant de décideurs agricoles ou de conseillers techniques pour l'élaboration des politiques,.
Les agronomes peuvent également fournir des conseils techniques aux agriculteurs et aux ouvriers agricoles, par exemple dans l'élaboration de rotation des cultures et des flux de travail pour optimiser la production agricole, tracer le marché agricole.

## Études
La préparation des études techniques d'ingénierie et de construction pour l'agriculture sont quant à elles réservées aux ingénieurs agronomes[pas clair].

## Agronomes célèbres
On compte notamment parmi eux :
- Olivier De Serres,
- Paul Comtois,
- Jean-Charles Magnan.